# Великокунинецька сільська рада
Великокуни́нецька сільська́ ра́да — адміністративно-територіальна одиниця та орган місцевого самоврядування у Збаразькому районі Тернопільської області. Адміністративний центр — село Великий Кунинець.

## Загальні відомості
Великокунинецька сільська рада утворена в 1940 році.
- Територія ради: 271 км²
- Населення ради: 1 281 особа (станом на 2001 рік)

## Населені пункти
Сільській раді були підпорядковані населені пункти:
- с. Великий Кунинець
- с. Малий Кунинець

## Склад ради
Рада складалася з 16 депутатів та голови.
- Голова ради: Мазур Олександр Васильович
- Секретар ради: Бойко Тетяна Миколаївна

### Керівний склад попередніх скликань
| Прізвище, ім'я, по батькові | Основні відомості                                                               | Дата обрання | Дата звільнення |
| --------------------------- | ------------------------------------------------------------------------------- | ------------ | --------------- |
| Мазур Олександр Васильович  | Сільський голова, 1959 року народження, освіта середня спеціальна, безпартійний | 26.03.2006   | 31.10.2010      |
| Мазур Олександр Васильович  | Сільський голова, 1959 року народження, освіта середня спеціальна, безпартійний | 31.10.2010   |                 |

Примітка: таблиця складена за даними сайту Верховної Ради України

### Депутати
За результатами місцевих виборів 2010 року депутатами ради стали:

#### За суб'єктами висування
| Суб'єкт висування | Кількість обраних депутатів | %   |
| ----------------- | --------------------------- | --- |
| Самовисування     | 16                          | 100 |

#### За округами
| № округу | Прізвище, ім'я, по батькові | Дата визнання обраним | Освіта           | Партійна приналежність | Відомості про обраного депутата             |
| -------- | --------------------------- | --------------------- | ---------------- | ---------------------- | ------------------------------------------- |
| 1        | Бойко Тетяна Миколаївна     | 02.11.2010            | середня          | позапартійна           | Великокунинецька с.р., секретар             |
| 2        | Росіцький Микола Іванович   | 02.11.2010            | середня          | позапартійний          | Будинок культури, директор                  |
| 3        | Брудна Любов Андріївна      | 02.11.2010            | вища             | позапартійна           | Вишнівецький КП, інженер                    |
| 4        | Бодасюк Юрій Дмитрович      | 02.11.2010            | вища             | позапартійний          | загальноосвітня школа, вчитель              |
| 5        | Павлюк Марія Іванівна       | 02.11.2010            | середня          | позапартійна           | фельдшерсько-акушерський пункт, медсестра   |
| 6        | Кубінська Надія Петрівна    | 02.11.2010            | середня          | позапартійна           | Великокунинецька с.р., соціальний працівник |
| 7        | Базин Іван Дмитрович        | 02.11.2010            | середня          | позапартійний          | «Збаражгаз», слюсар                         |
| 8        | Кубінський Ярослав Климович | 02.11.2010            | середня          | позапартійний          | тимчасово не працює                         |
| 9        | Ткачук Микола Андрійович    | 02.11.2010            | середня          | позапартійний          | «Збаражгаз», слюсар                         |
| 10       | Карпець Віталій Іванович    | 02.11.2010            | незакінчена вища | позапартійний          | ТДТІ, студент                               |
| 11       | Гикава Марія Володимирівна  | 02.11.2010            | середня          | позапартійна           | фельдшерсько-акушерський пункт, лаборант    |
| 12       | Сич Світлана Володимирівна  | 02.11.2010            | середня          | позапартійна           | Великокунинецька с.р., соціальний працівник |
| 13       | Філик Володимир Васильович  | 02.11.2010            | середня          | позапартійний          | тимчасово не працює                         |
| 14       | Бойко Степан Васильович     | 02.11.2010            | середня          | позапартійний          | «Агролан», охоронець                        |
| 15       | Дмитрук Дмитро Андрійович   | 02.11.2010            | середня          | позапартійний          | тимчасово не працює                         |
| 16       | Гнатюк Іван Іванович        | 02.11.2010            | середня          | позапартійний          | Клуб, завклуб                               |